# Gabriel Stegmayr
Gabriel Stegmayr (* 13. Mai 1988) ist ein schwedischer Biathlet.
Gabriel Stegmayr tritt für den Dala Järna IK an. Seine ersten internationalen Rennen bestritt er im Rahmen der Juniorenweltmeisterschaften 2007 in Martell, wo er 77. des Sprints und mit Sebastian Wredenberg, Johnny Gode und Erik Forsgren Elfter des Staffelrennens wurde. Am Beginn der Folgesaison bestritt er in Torsby sein erstes Rennen im Europacup, dem späteren IBU-Cup, wo er 69. eines Sprints wurde. Zwei weitere Rennen folgten 2009 in Idre, regelmäßig zum Einsatz kam Stegmayr aber erst seit 2011. Bestes Ergebnis ist bislang ein 43. Rang bei einem Verfolgungsrennen in Annecy. Bei den Schwedischen Meisterschaften im Biathlon 2012 in Östersund gewann Stegmayr überraschend und mit deutlichem Vorsprung vor Pontus Olsson den Titel im Einzel. Auch in allen weiteren Rennen erreichte er einstellige Platzierungen.
Stegmayr wurde in den folgenden Jahren mehrheitlich im IBU-Cup und eher in Ausnahmefällen im Weltcup eingesetzt. Bis 2021 waren zwei zwölfte Plätze bei Europameisterschaften 2014 und 2020 und ein zweiter Platz bei der Qualifikation zum Supersprint in Otepää die besten Einzelresultate, die der Schwede erzielen konnte. Bestes Einzelresultat im Weltcup wurde ein 55. Platz im saisoneröffnenden Einzel von Östersund 2014. Nachdem Stegmayr zu Beginn der Saison 2019/20 auf der Pokljuka zum letzten Mal im Weltcup starten durfte und auch im IBU-Cup nur mäßige Erfolge zu Buche standen, wurde er 2021 zum saisonschließenden Staffelrennen in Nové Město na Moravě kurzfristig als Nachrücker des erkrankten Peppe Femling und Startläufer der Herrenstaffel eingesetzt, wo er allerdings, trotz nur zweier Nachlader stehend, sichtlich geschwächt war, fast dem gesamten Feld hinterher lief und mit mehr als zweieinhalb Minuten Rückstand als vorletzter auf Sebastian Samuelsson übergab. Die Staffel landete am Ende noch auf Platz 11. Stegmayr lief am folgenden Tag mit dem Sprint auch nach langer Zeit wieder ein Weltcupeinzel, in dem er mit einer Strafrunde Platz 76 erreichte.

## Biathlon-Weltcup-Platzierungen
Die Tabelle zeigt alle Platzierungen (je nach Austragungsjahr einschließlich Olympische Spiele und Weltmeisterschaften).
- 1.–3. Platz: Anzahl der Podiumsplatzierungen
- Top 10: Anzahl der Platzierungen unter den ersten zehn (einschließlich Podium)
- Punkteränge: Anzahl der Platzierungen innerhalb der Punkteränge (einschließlich Podium und Top 10)
- Starts: Anzahl gelaufener Rennen in der jeweiligen Disziplin
- Staffel: inklusive Mixed- und Single-Mixed-Staffeln

| Platzierung              | Einzel | Sprint | Verfolgung | Massenstart | Staffel | Gesamt |
| ------------------------ | ------ | ------ | ---------- | ----------- | ------- | ------ |
| 1. Platz                 |        |        |            |             |         |        |
| 2. Platz                 |        |        |            |             |         |        |
| 3. Platz                 |        |        |            |             |         |        |
| Top 10                   |        |        |            |             | 1       | 1      |
| Punkteränge              |        |        | 1          |             | 4       | 5      |
| Starts                   | 4      | 7      | 2          |             | 4       | 17     |
| Stand: 31. Dezember 2021 |        |        |            |             |         |        |